# Star Wars original-trilogi
Den originale Star Wars-trilogi, der tidligere blev markedsført som Star Wars Trilogy (og i daglig tale omtalt som originale trilogy i USA), er de første tre film som er produceret i Star Wars-serien, en amerikansk space opera og er skabt af George Lucas. Trilogien blev produceret af Lucasfilm og distribueret af 20th Century Fox og består af Star Wars Episode IV: Et nyt håb (1977), Star Wars Episode V: Imperiet slår igen (1980) og Star Wars Episode VI: Jediridderen vender tilbage (1983). Eftersom trilogien begynder in medias res fungerer den som anden akt i Skywalker-sagaen som har i alt ni episoder. Den blev efterfulgt af en prequel-trilogi mellem 1999 og 2005 og en sequel-trilogi mellem 2015 og 2019. Samlet omtales de som "Skywalker-sagaen" for at skelne dem fra spin-off film, der foregår i det samme univers. 
Filmene centrerer sig om Den Galaktiske Borgerkrig mellem Oprørsalliancen og det tyranniske Galaktiske Imperium, og Luke Skywalkers rejse i hans søgen efter at blive en jedi under vejledning af eksil-jedi-mestrene Obi-Wan Kenobi og Yoda. Luke slår sig sammen med prinsesse Leia Organa, Han Solo, Chewbacca, C-3PO, R2-D2 og Oprørsalliancen i kampen mod Imperiet og den onde Sith-fyrst Darth Vader.

## Film
| Film                                              | Amerikansk udgivelsesdato | Instruktør       | Manuskript af                  | Producent(er)              | Distributør                                                            |
| ------------------------------------------------- | ------------------------- | ---------------- | ------------------------------ | -------------------------- | ---------------------------------------------------------------------- |
| Star Wars Episode IV: Et nyt håb                  | 25. maj, 1977             | George Lucas     | George Lucas                   | Gary KurtzHoward Kazanjian | 20th Century Fox (indledningsvist) Walt Disney Studios Motion Pictures |
| Star Wars Episode V: Imperiet slår igen           | 21. maj, 1980             | Irvin Kershner   | Lawrence Kasdan Leigh Brackett | Gary KurtzHoward Kazanjian | 20th Century Fox (indledningsvist) Walt Disney Studios Motion Pictures |
| Star Wars Episode VI: Jediridderen vender tilbage | 25. maj, 1983             | Richard Marquand | Lawrence Kasdan                | Gary KurtzHoward Kazanjian | 20th Century Fox (indledningsvist) Walt Disney Studios Motion Pictures |